# Ардаган (канонерская лодка)
«Ардаган» (азерб. اردغان, Ərdəğan) — канонерская лодка российского императорского, азербайджанского и советского флота.

## Строительство
Заложена в декабре 1908 года (Новое Адмиралтейство, Санкт-Петербург), а в июле 1909 года включена в списки флота. Спущена 12 сентября 1909 года. Вступила в строй в июле 1910 года. Ранней весной 1911 года провела швартовые испытания. С 28 апреля по 7 июля 1911 года по внутренним водным путям переведена на Каспийское море в Каспийскую флотилию Российского императорского флота. С 1912 года её командиром назначен П. А. Вейнер.

## Служба
В июне 1916 года для усиления на Чёрном море противолодочной обороны с «Ардагана» сняли кормовые 120-мм и 75-мм орудия, чтобы установить их на транспортные суда, и только в июне 1918 года корабль довооружили двумя 102-мм орудиями. В этом году была провозглашена независимость Азербайджанской Демократической Республики (АДР).
В августе 1919 года, после ухода из страны англичан, военным министром АДР был сформирован Военный порт и преобразована Каспийская военная флотилия, в составе которой была и канонерская лодка «Ардаган». Также в состав флотилии вошли: канонерская лодка «Карс», посыльные и вспомогательные суда — «Астрабад», «Аракс», «Нарген» и др.
В конце апреля 1920 года власть перешла к большевикам. А канонерская лодка «Ардаган» после ремонта с 19 мая 1920 года вошла в состав Красного флота Азербайджанской ССР затем в Морские силы Каспийского моря под именем «Троцкий».
1 февраля 1927 года кораблю присвоено новое имя — «Красный Азербайджан». Прошел капитальный ремонт в 1925—1927 годах.
27 июня 1931 года корабль перешёл в состав переименованной из Морских сил Каспийского моря Каспийской флотилии. С марта по август 1931 года канонерской лодкой командовал С. Г. Кучеров, будущий адмирал.
С 1938 года по 1940 год — капитальный ремонт.
В годы Великой Отечественной войны обеспечивала воинские и народно-хозяйственные перевозки на Каспийском море.
29 декабря 1954 года выведена из боевого состава и переклассифицирована в плавучую казарму (ПКЗ). С 13 мая 1955 года — ПКЗ-101.
18 ноября 1959 года исключена из списков ВМФ и сдана в отдел фондового имущества для разделки на металл.